# Adolphe Mendy
Adolphe Mendy (né le 16 janvier 1960 au Sénégal) est un joueur de football international sénégalais, qui évoluait au poste de défenseur.

## Biographie

### Carrière en sélection
Adolphe Mendy joue en équipe du Sénégal entre 1987 et 1997.
Il participe à trois Coupes d'Afrique des nations avec le Sénégal : en 1990, 1992 et 1994. Le Sénégal se classe quatrième de la CAN en 1990.